# التعليم في سنغافورة
في غضون عقود قليلة، حققت سنغافورة إنجازات هائلة جعلت منها دولة متقدمة. إلا أن الإنجاز الحقيقي الذي حققته هذه الجزيرة الصغيرة هو تطوير نظام تعليمي يعتبر أحدَ أرقى أنظمة التعليم في العالم بلا نزاع. حيث مكنها نظامها التعليمي من تكوين كفاءات وخبرات ساهمت في بناء اقتصاد البلد. لقد فهمت سنغافورة أنها لا تملك أية موارد طبيعية تساعدها على تحقيق نموّ اقتصادي. فهي دولة في مدينة واحدة، مع جزر صغيرة جدا من جوانبها. فاختارت سنغافورة أن تركز على رأس المال الحقيقي الذي تملكه، والذي اعتمدت عليه في تحقيق معجزتها الاقتصادية الا وهو الإنسان.

## نبذه تاريخية عن اصلاح التعليم في سنغافورة
يذكر موقع ويكيبيديا باللغة الانجليزية أن سنغافورة كانت عبارة عن جزيرة صغيرة لا تمتلك موارد طبيعية، وهي البلد الأصغر مساحة في جنوب شرق أسيا، حصلت سنغافورة على استقلالها عام 1965. وجاء رئيس وزرائها الأول بعد الاستقلال «لي كوان يو» ليواجه العديد من المشكلات العميقة كالبطالة وأزمة الإسكان والفساد الإداري والركود الاقتصادي، بالإضافة إلى أن الشعب السنغافوري مكون من مجموعة غير متجانسة ترجع أصولها إلى الصين والهند والجزر الملاوية.
مر نظام التعليم في دولة سنغافورة بالعديد من الإصلاحات التي كان أبرزها عام 1997 وظل مستمرا حتى وقتنا الحالي، ويطلق البعض على هذه المرحلة «بالمرحلة الإصلاحية»، لكونها مرحلة التحول للتعليم القائم على القدرات.
وفي هذه المرحلة الاصلاحية تم التحول بشكل كامل إلى الاقتصاد المبنى على المعرفة، بالإضافة إلى الاعتماد على منهج قياسي نموذجي يعمل على رؤية قدرات وإمكانيات كل طفل وطالب ومراعاة ذلك في التعليم من خلال توظيف كل طالب حسب موهبته وقدراته.
وليس هذا فقط بل تم القيام بالعديد من مبادرات الإصلاح الرئيسية الأخري: مثل نهج تقسيم الطلاب في مجموعات بناء على قدراتهم، والتحكم المركزي في مقابل إعطاء المدارس الحرية الكاملة في إدارة شؤونها وكذلك بناء قدرات تعليمية ذات جودة عالية.
وبناء على ذلك تم السماح لمجموعات من الطلاب بالمشاركة في تصميم وتحضير المناهج الدراسية، كما تم تصميم المناهج التعليمية لتقابل احتياجات الطلاب وقدراتهم. كما تم إمداد المدارس بكافة التجهيزات التكنولوجية، والمصادر الداعمة للعملية التعليمية.
ولم تغفل الإصلاحات رؤية التحكم المركزي التام في مقابل إعطاء المدارس الصلاحيات لإدارة شؤون المدرسة والنظام التعليمي فيها ذاتيا. ولم يكن المعلمون بمعزل عن الإصلاح التعليمي حيث تم إعدادهم وتنميتهم مهنيا بما يتوافق مع الاتجاهات العلمية العالمية.

## أهداف التعليم في سنغافورة
تتلخص أهداف التعليم في سنغافورة في تنشئة الأفراد على: الأخلاق الحميدة واكتساب المهارات اللازمة لمواجهة تحديات المستقبل، والوفاء بمسئولياتهم تجاه أسرتهم ومجتمعهم ودولتهم. وتقديرهم للجمال من حولهم وكذلك ينشد التعليم أن يعد أفرادا يتمتعون بصحة جيدة وتفكير سليم، مع العناية بذوي المواهب وتنمية مواهبهم.
ويهدف النظام التعليمي إلى مساعدة الناشئة على تطوير قدراتهم وصقل مواهبهم، في مجال العلوم والفنون والرياضة، وتكوين أجيال من القوى العاملة المدربة والمؤهلة أكاديميا، وتمكين الشباب من الالتحاق بسوق العمل وفقا لنظام التعليم في سنغافورة.

## معلومات أساسية عن نظام التعليم في سنغافورة
تعد وازارة التعليم (MOE) في سنغافورة هي القائمة على إدارة العملية التعليمية، وبالطبع هي التي تدير المدارس الحكومية وتعمل على تطويرها، كما يتم تمويل الدارس الحكومية من خلال أموال الضرائب، أما عن المدارس الخاصة فالأمر مختلف نوعا ما، حيث يعد دور وزارة التعليم هو رقابي واستشاري فقط.

## كفاءات القرن الحادي والعشرين في سنغافورة
قامت وزارة التربية والتعليم في سنغافورة بتحديد قائمة الكفاءات التي تعتبر ضرورية للطفل وذلك من أجل تطويرها لكي يتم اعدادهم للمستقبل.
حيث تعد العولمة والتغيرات الديمغرافية والتقدم التكنولوجي بعضًا من القوى الدافعة الرئيسية في عصرنا الحالي، وتري وزارة التربية والتعليم في سنغافورة ان هذه التغيرات ستستمر في تشكيل مستقبل البلاد. وسيتعين على الطلاب أن يكونوا مستعدين لمواجهة هذه التحديات واغتنام الفرص الجديدة والمثيرة.
كما قامت الوزارة بتحديد مجموعة من القيم والكفاءات الأساسية لمساعدة الطلاب على التعامل مع التطور السريع في العالم، والعمل على دعم التعليم الشامل الذ يساهم في اعداد الطلاب بشكل أفضل للمستقبل.
ولكي تنجح المنظومة التعليمية في سنغافورة يجب عمل المدارس واولياء الأمور معا لمساعدة الطلاب على تطوير كفاءات القرن الحادي والعشرين.

### أهم الأطر التي يعمل من خلالها السنغافوريون من أجل صناعة كفاءات من الطلاب في القرن الحادي والعشرين
القيم الجوهرية: القيم هي جوهر شخصية المرء، التي تعمل على تشكيل معتقدات ومواقف وأفعال الشخص.
وتشمل القيم الأساسية للشعب السنغافوري الاحترام والمسئولية والمرونة والنزاهة وأيضا الرعاية والوئام، وهذه القيم هي التي تشكل أساس القيم المجتمعية والوطنية.
الاحترام: يظهر الطلاب السنغافوريين الاحترام عندما يؤمنون بقيمتهم الذاتية والقيمة الجوهرية للناس.
المسؤولية: يشعر الطلاب في سنغافورة بالمسؤولية عندما يدركون أن عليهم واجبا تجاه أنفسهم وعائلاتهم ومجتمعهم وأمتهم والعالم أيضا، كما يقوم الطلاب بكافة مسئوليتهم بالحب والالتزام.
المرونة: يتسم الطلاب السنغافوريين بالمرونة عندما يظهرون القوة العاطفية والمثابرة في مواجهة التحديات، كما يظهرون الشجاعة والتفاؤل والقدرة على التكيف والحيلة.
النزاهة: يُظهر الطلاب النزاهة عندما يتمسكون بالمبادئ الأخلاقية ولديهم الشجاعة الأخلاقية للدفاع عن الصواب.
الرعاية: يهتم الطلاب بتصرفاتهم التي تتسم بالطف والرحمة، ويساهمون في تحسين المجتمع والعالم.
الانسجام: يدعم الطلاب السنغافوريين الانسجام عندما يعززون التماسك الاجتماعي ويقدرون وحدة وتنوع مجتمع متعدد الثقافات.

## الكفاءات الاجتماعية العاطفية في نظام التعليم في سنغافورة
تعد هذه مهارات ضرورية للأطفال لتطوير هويات صحية، والتعرف على عواطفهم وإدارتها، وتنمية الشعور بالمسؤولية والرعاية والاهتمام بالآخرين، والتواصل مع الآخرين وتطوير علاقات إيجابية، والتعامل مع التحديات، واتخاذ قرارات مسؤولة، والتصرف لصالح النفس والآخرين والمجتمع. سيتعلم الطلاب المهارات من هذه الكفاءات الخمسة الرئيسية المترابطة:
- الوعي الذاتي
- الإدارة الذاتية
- اتخاذ القرار المسؤول
- الوعي الاجتماعي
- إدارة العلاقات

## مميزات نظام التعليم في سنغافورة
يعتبر نظامُ التعليم في سنغافورة واحدا من أفضل أنظمة التعليم في العالم. كما تعدّ التجربة السنغافورية في التربية والتعليم من التجارب الرائدة التي تستحق الوقوف عليها والتوقف عندها من أجل الاستفادة منها. وتكمن مهمة التربية والتعليم في تكوين وبناء الإنسان السنغافوري، لتجعل منه عنصرا قادرا على المساهمة في تطوير مستقبل بلده. حيث تسعى وزارة التربية والتعليم إلى مساعدة الطلبة على اكتشاف مواهبهم، واستغلال طاقاتهم بأفضل شكل ممكن، والتعلم أكثر، وتحقيق نتائج جيدة.
كما تتوفر سنغافورة على نظام تعليمي جد متقدم، وعلى معاهد متطورة، ومكونين وأساتذة أكفاء، وتجهيزات وبنية تحتية متطورة. ويوفر التعليم لجميع الطلاب فرصا عديدة ومتنوعة لتنمية قدراتهم ومواهبهم. كما أنه يتميز بالمرونة الكافية التي تمكن الطلبة من توظيف كامل إمكانياتهم.
لقد اعتنت الحكومة السنغافورية عناية بالغة بالتعليم، باعتباره ركيزة أساسية للتقدم والتفوق، وخصصت له خمس ميزانية الدولة. ففي سنة 2006، بلغت نفقات الحكومة السنغافورية على التعليم 7 مليار دولار سنغافوري.
وفي سنة 2007، وصلت إلى أكثر من 7.5 مليار دولار سنغافوري، أي حوالي 15.2% من ميزانية الحكومة. وقد لفت النظام التعليمي السنغافوري الأنظارَ، حين نجح الطلاب السنغافوريون في بلوغ مراكز جد متقدمة في مسابقات الرياضيات العالمية، خاصة أنهم فازوا بمسابقة (TIMSS) العالمية للرياضيات والعلوم للأعوام 1995، 1999 و2003.
لقد حفزت هذه النتائج دولا عديدة، منها الولايات المتحدة الأمريكية لدراسة أسرار تفوق الطلاب السنغافوريين في الرياضيات، للاستفادة من التجربة السنغافورية في التعليم في تصميم المناهج، وتطوير طرق التدريس، وإعداد الأساتذة المتمكنين الذين يسهمون في صقل المواهب وتنمية القدرات.
تهدف برامج التعليم إلى إعطاء المتعلمين فرصة تطوير قدراتهم وكفاءاتهم وشخصيتهم وقيمهم، كي يساهموا في تقدم سنغافورة. وخلال السنوات الأخيرة، عملت سنغافورة على جعل نظامها التعليمي أكثر مرونة واستجابة لاختيارات الطلبة. حيث يتمثل الهدف من ذلك في منح الطلبة اختيارات أوسع تتلاءم مع كفاءاتهم وطاقاتهم. فعندما يكونون قادرين على اختيار ماذا وكيف يتعلمون، فإنهم يستطيعون استغلال وتوظيف طاقتهم بأفضل شكل ممكن.
إن هذا الأسلوبَ في التعليم يساعد على تزويد الطلبة بخبرات متعددة يحتاجون إليها في المستقبل. ويهدف النظام التعليمي بالأساس إلى مساعدة كل طفل على اكتشاف مواهبه، وعلى أن يكبر منذ المدرسة واثقا بنفسه وبقدراته. كما يهدف النظام التعليمي إلى مساعدة الناشئة على تطوير قدراتهم وصقل مواهبهم، في مجال العلوم والفنون والرياضة، وعلى تحقيق أحلامهم والنجاح في حياتهم. ويهدف النظام التعليمي كذلك إلى تكوين أجيال من القوى العاملة المدربة والمؤهلة أكاديميا، وتمكين الشباب من الالتحاق بسوق الشغل.

## التعليم العالي في سنغافورة
يعتبر التعليمُ من أهم أولويات الحكومة السنغافورية، وبشكل خاص التعليم العالي. ولا تسعى وزارة التربية في سنغافورة إلى الرفع من مستوى التعليم، لأنه يعد حاليا جد متقدم. ولكنها تسعى إلى الرفع من قدرته على التأقلم مع رهانات التنافسية العالمية. حيث تسعى الحكومة السنغافورية، منذ سنوات 1990، إلى جذب معاهد أجنبية ذات سمعة عالمية جيدة، عن طريق إنشاء مراكز تكوين لها في سنغافورة. والهدف من ذلك هو أن تصبح سنغافورة مركزا دوليا في التعليم، وتستقطب أكبر عدد ممكن من الطلبة الدوليين. ويشرف «مجلس التنمية الاقتصادية» على هذه السياسة.
إن النظام التعليمي السنغافوري جدّ متقدم، ولكنه أيضا جد انتقائي، حيث أن أقل من 25% من الطلبة يستطيعون الوصول إلى الجامعة.
وبينما لا يبلغ عدد السكان في سنغافورة سوى 4,6 مليون نسمة (2007)، فإن أكثر من 20000 طالب سنغافوري يغادرون سنغافورة في كل سنة من أجل متابعة دراساتهم العليا في دول أخرى. ومن جهة أخرى، تطمح سنغافورة إلى استقبال 150000 متعلم من مختلف المستويات، من دول أخرى، في أفق سنة 2015.
يعتبر نظام التعليم العالي في سنغافورة واحدا من أفضل أنظمة التعليم في آسيا وعلى الصعيد العالمي. وفي سنة 2007، قدم 000 85 طالب من 120 بلدا للدراسة فيها. هناك أربع جامعات وطنية: جامعة سنغافورة الوطنية (NUS)، وجامعة نانيانغ للتكنولوجيا (NTU)، وجامعة سنغافورة للإدارة (SMU)، وجامعة سنغافورة للتكنولوجيا والتصميم.(SUTD)
توجد جامعة سنغافورة الوطنية وجامعة نانيانغ للتكنولوجيا بالقرب من المجمعات التكنولوجية التي توجد بها شركات متخصصة في التكنولوجيا العالية. أما جامعة سنغافورة للإدارة، التي تتخصص في التجارة والاقتصاد، فقد أنشئت في سنة 2005 على مساحة 4,5 هكتار في قلب المدينة، لتكون قريبة من مراكز الأعمال والبنوك. في حين أن جامعة سنغافورة للتصميم والتكنولوجيا، سيتم افتتاحها بحلول عام 2012.